# Церковь Николая Чудотворца (Луцино)
Церковь Николая Чудотворца — православный храм в селе Луцино Одинцовского городского округа Московской области.
Постановлением Правительства Московской области от 15.03.2002 г. № 84/9 церковь Николая Чудотворца поставлена на государственный учёт и охрану (код памятника 5051604000).

## История
О храме в селе Луцино впервые упоминается в 1558 году. В 1624 году в церкви значатся: «во дворе поп Яков, во дворе дьячок Ивашка Дмитриев; пашни поповы две четверти, да перелогом в поле, а дву потомуж, земля худа…». Далее о существовании в селе Николаевской церкви известно по приходным окладным книгам Патриаршего Казённого Указа. В 1703 году в приходе церкви Николая Чудотворца числилось 133 двора. За Саввино-Сторожевским монастырём церковь значилась до 1764 года. По сведениям «Экономических примечаний» до конца XVIII века в селе стояла деревянная церковь.
Датой постройки каменной церкви Святителя Николая Мирликийского с приделами великомученицы Варвары и иконы Богоматери «Всех Скорбящих Радость» считается 1809 год, однако в «Клировой ведомости и Летописи Николаевской, села Луцино, церкви, Звенигородского уезда Московской губернии» значится 1807 год.
В 1930-х годах храм Святителя Николая в селе Луцино был закрыт, а в 1950-х годах он был переоборудован под цеха Шиховской фабрики музыкальных инструментов. К зданию церкви была сделана пристройка — деревообрабатывающий цех. После распада СССР, к средине 1990-х годов филиал фабрики был расформирован, здание храма пришло в запустение и начало разрушаться.
В 1999 году начался процесс возвращения храма в ведение Московской епархии. В 2000 году в храме совершались первые молебны. В 2001 году начались регулярные богослужения.

### Настоятели и клир
- поп Яков, дьячок Ивашка Дмитриев — 1626
- священник Никифор Дмитриев, дьячок Родион Селиверстов и пономарь Степан Дмитриев — 1705
- Евфимий — 1710
- священник Антоний Васильев, дьячок Николай Петров, пономарь Яков Яковлев — 1797
- священник Степан Власов — с 1812 по 1816 года
- Иван Никитин (ум. 1821) — 1817
- Сергей Иоаннов — до 1825
- священник Михаил Иванович Крылов (1796-?) — с 1825 по 1855 годы[4]
- дьякон Александр Иванович Ивановский, дьячок Михаил Николаевич Крылов, пономарь Алексей Николаевич Никольский — с 1842 по 1858 годы
- дьячок Сергей Попов — в 1881 году
- Константин Яковлевич Протопопов (1832—1906), зять Крылова — 1857, до 1891
- священник Николай Петров Поспелов, дьякон Павел Покровский, псаломщик Сергей Лихачев — 1908 году
- священник Павел Покровский и дьякон Константин Смоленский — в 1912 году